# Литература Замбии
Литература Замбии в письменной традиции начала зарождаться на фольклорной базе во второй половине XX века и создаётся преимущественно на английском языке. Главными препятствиями к активному развитию литературы в Замбии являются низкий уровень грамотности и высокий уровень бедности.
Хотя нередко среди первых написанных на английском языке произведений в Замбии упоминается пьеса Андреа Масийе «Земли Казембе», которая, будучи исполнена на радио ещё в 1957 году, была опубликована в бумажном виде только в 1973 году, есть и более ранние замбийские художественные произведения: в том числе и сам Масийе ещё в 1946 году выиграл премию Африканского литературного комитета Северной Родезии (англ. Northern Rhodesia African Literature Committee) за рассказ на английском языке.
Помимо английского языка, используются также и другие языки Замбии. Так, в 1962 году вышли сборники на языках бемба и луба Жака Чилейя-Чивале и Дж. Мусапу-Аламанго, в том же году написанную на ньянджа историю опубликовал Андреа Масийе.
Среди важных книг шестидесятых годов важно упомянуть также автобиографию первого президента страны Кеннета Каунда «Замбия будет свободной» (англ. Zambia Shall Be Free, 1962 год) и историческую пьесу «Шака Зулу» (англ. Shaka Zulu, 1967 год) Фваньянги Муликита о знаменитом правителе зулусов.
Важную роль в издательском деле до обретения страной независимости в 1964 году играло «Бюро публикаций Северной Родезии» (англ. Northern Rhodesian Publications Bureau). Позднее — вплоть до 1991 года — всю издательскую деятельность вели две организации: государственный «Фонд Кеннета Каунды» (англ. Kenneth Kaunda Foundation; сейчас это «Замбийское образовательное издательство» (англ. Zambia Educational Publishing House)) и церковное издательство «Мультимедия Замбия» (англ. Multimedia Zambia), — что ограничивало широту возможного творческого поиска писателей страны. Несколько романов в эти годы были опубликованы за рубежом, среди которых, например, изданный в 1971 году «Язык глупца» (англ. The Tongue of the Dumb) Доминика Мулайшо.
1970-е годы ознаменовались появлением и других романов на английском языке, первыми из которых считаются опубликованные в 1970 году «Перед рассветом» Андреа Масийе и «Дрожь в кончиках пальцев» Гидеона Пири; первым историческим романом стал «Меж двух миров» Грива Сибале. В эти годы появились также первые литературные объединения, среди которых «Группа новых писателей» (начала издавать журнал «Литература Замбии») и «Творческое общество Мфала» (начало издавать журнал «Жемчужина Африки»). В 1978 году основана Замбийская национальная ассоциация писателей (англ. Zambia National Writers' Association).
1980-е годы характеризуются появлением интереса к феминистской тематике, образовывается Замбийская ассоциация женщин-писателей (ZAWWA), публикуется роман «Меняющиеся тени» Генри Мусенги.
В конце XX — начале XXI века литераторы Замбии обратили внимание на проблему столкновения традиционного и нового уклада в жизни, этой теме посвящены, среди прочих, романы «За закрытой дверью» Сьюзан Читабанта и «Стрелы желания» Бимвеллы Синьянгве.
Писатели Замбии добиваются признания и на международной арене. Так, в 2015 году лауреатом премии Кейна за африканское литературное произведение стала Намвали Серпелл за рассказ «Мешок» (англ. The Sack).